# Copa América (Futsal)
Seit 1992 wird von der CONMEBOL die offizielle Futsal-Südamerikameisterschaft, seit 2003 (span.: Copa América de Futsal), ausgetragen. Die erste Endrunde fand im brasilianischen Aracaju statt.

## Geschichte
Bereits von 1965 bis 1989 fanden in Südamerika kontinentale Futsal-Meisterschaften statt. Diese wurden unter Obhut der Federación Internacional de Fútbol de Salón (FIFUSA) bzw. ab 1971 der Asociación Mundial de Futsal (AMF) ausgetragen. Allerdings wurde nicht unter den heute gültigen von der FIFA anerkannten und sanktionierten Futsal-Regeln gespielt. Das erste Turnier fand im paraguayischen Asunción statt und wurde von den Gastgebern gewonnen. Die weiteren zehn Wettbewerbe gewann Brasilien.

## Modus
Aktuell gilt folgender Modus: Gespielt wird in zwei Gruppen zu je fünf Mannschaften in einfacher Runde Jeder gegen Jeden. Die jeweils Gruppenersten und -zweiten spielen über Kreuz das Halbfinale aus. Die beiden Verlierer spielen um den dritten Platz, die Gewinner um den Turniersieg.

## Die Turniere im Überblick
| Jahr         | Austragungsort             | Finale                                            | Finale                                            | Finale                                            | Spiel um Platz drei                               | Spiel um Platz drei                               | Spiel um Platz drei                               |
| Jahr         | Austragungsort             | Südamerikameister                                 | Ergebnis                                          | 2. Platz                                          | 3. Platz                                          | Ergebnis                                          | 4. Platz                                          |
| ------------ | -------------------------- | ------------------------------------------------- | ------------------------------------------------- | ------------------------------------------------- | ------------------------------------------------- | ------------------------------------------------- | ------------------------------------------------- |
| 1992 Details | Aracaju (Brasilien)        | Brasilien                                         | Ligasystem                                        | Argentinien                                       | Paraguay                                          | Ligasystem                                        | Ecuador                                           |
| 1995 Details | São Paulo (Brasilien)      | Brasilien                                         | Ligasystem                                        | Argentinien                                       | Uruguay                                           | Ligasystem                                        | Paraguay                                          |
| 1996 Details | Rio de Janeiro (Brasilien) | Brasilien                                         | 8:1                                               | Uruguay                                           | Argentinien                                       | 2:1                                               | Paraguay                                          |
| 1997 Details | São Leopoldo (Brasilien)   | Brasilien                                         | 6:0                                               | Argentinien                                       | Paraguay                                          | Ligasystem                                        | Uruguay                                           |
| 1998 Details | Joinville (Brasilien)      | Brasilien                                         | 9:1                                               | Paraguay                                          | Uruguay                                           | Ligasystem                                        | Argentinien                                       |
| 1999 Details | Joinville (Brasilien)      | Brasilien                                         | 9:4                                               | Paraguay                                          | Argentinien                                       | Ligasystem                                        | Uruguay                                           |
| 2000 Details | Foz do Iguaçu (Brasilien)  | Brasilien                                         | 7:5                                               | Argentinien                                       | Uruguay                                           | 7:5                                               | Bolivien                                          |
| 2003 Details | Asunción (Paraguay)        | Argentinien                                       | Ligasystem                                        | Brasilien                                         | Paraguay                                          | Ligasystem                                        | Uruguay                                           |
| 2008 Details | Montevideo (Uruguay)       | Brasilien                                         | 6:2                                               | Uruguay                                           | Argentinien                                       | 3:2                                               | Paraguay                                          |
| 2011 Details | Buenos Aires (Argentinien) | Brasilien                                         | 5:1                                               | Argentinien                                       | Paraguay                                          | 3:1                                               | Kolumbien                                         |
| 2015 Details | Portoviejo (Ecuador)       | Argentinien                                       | 4:1                                               | Paraguay                                          | Brasilien                                         | 5:1                                               | Kolumbien                                         |
| 2017 Details | San Juan (Argentinien)     | Brasilien                                         | 4:2                                               | Argentinien                                       | Paraguay                                          | 4:3                                               | Uruguay                                           |
| 2019 Details | Los Ángeles (Chile)        | Abgesagt aufgrund der Proteste in Chile 2019/2020 | Abgesagt aufgrund der Proteste in Chile 2019/2020 | Abgesagt aufgrund der Proteste in Chile 2019/2020 | Abgesagt aufgrund der Proteste in Chile 2019/2020 | Abgesagt aufgrund der Proteste in Chile 2019/2020 | Abgesagt aufgrund der Proteste in Chile 2019/2020 |
| 2022 Details | Asunción (Paraguay)        | Argentinien                                       | 1:0                                               | Paraguay                                          | Brasilien                                         | 3:0                                               | Kolumbien                                         |
| 2024 Details | Luque (Paraguay)           | Brasilien                                         | 2:0                                               | Argentinien                                       | Venezuela                                         | 4:1                                               | Paraguay                                          |

### Rangliste
| Rang | Land        | Titel | Jahre                                                            | 2. Platz | 3. Platz | 4. Platz |
| ---- | ----------- | ----- | ---------------------------------------------------------------- | -------- | -------- | -------- |
| 1    | Brasilien   | 11    | 1992, 1995, 1996, 1997, 1998, 1999, 2000, 2008, 2011, 2017, 2024 | 1        | 2        | /        |
| 2    | Argentinien | 3     | 2003, 2015, 2022                                                 | 7        | 3        | 1        |
| 3    | Paraguay    |       |                                                                  | 4        | 5        | 4        |
| 4    | Uruguay     |       |                                                                  | 2        | 3        | 4        |
| 5    | Venezuela   |       |                                                                  | /        | 1        | /        |
| 6    | Kolumbien   |       |                                                                  | /        | /        | 3        |
| 7    | Bolivien    |       |                                                                  | /        | /        | 1        |
|      | Ecuador     |       |                                                                  | /        | /        | 1        |